# Alice Mary Robertson
Alice Mary Robertson (2 de janeiro de 1854 - 1 de julho de 1931) foi uma política norte-americana do estado do Oklahoma, foi a segunda representante mulher da história dos Estados Unidos. Robertson era membro do Partido Republicano.

## Biografia

### Educação e início de vida
Robertson nasceu em um Território Indígena no estado do Oklahoma, é filha de Schenck William Robertson e Eliza Ann Worcester. Seus pais eram missionários. Mary chegou a estudar em Elmira, no estado de Nova Iorque. 
Robertson foi funcionária do Departamento de Assuntos Indígenas, em Washington, D.C. entre 1873 a 1879. Ela retornou ao território indígena e estudou em Tullahassee, e mais em Carlisle, na Pensilvânia, entre 1880 a 1882
Robertson foi nomeada supervisora das escolas indígenas entre 1900 a 1905.

### Representante

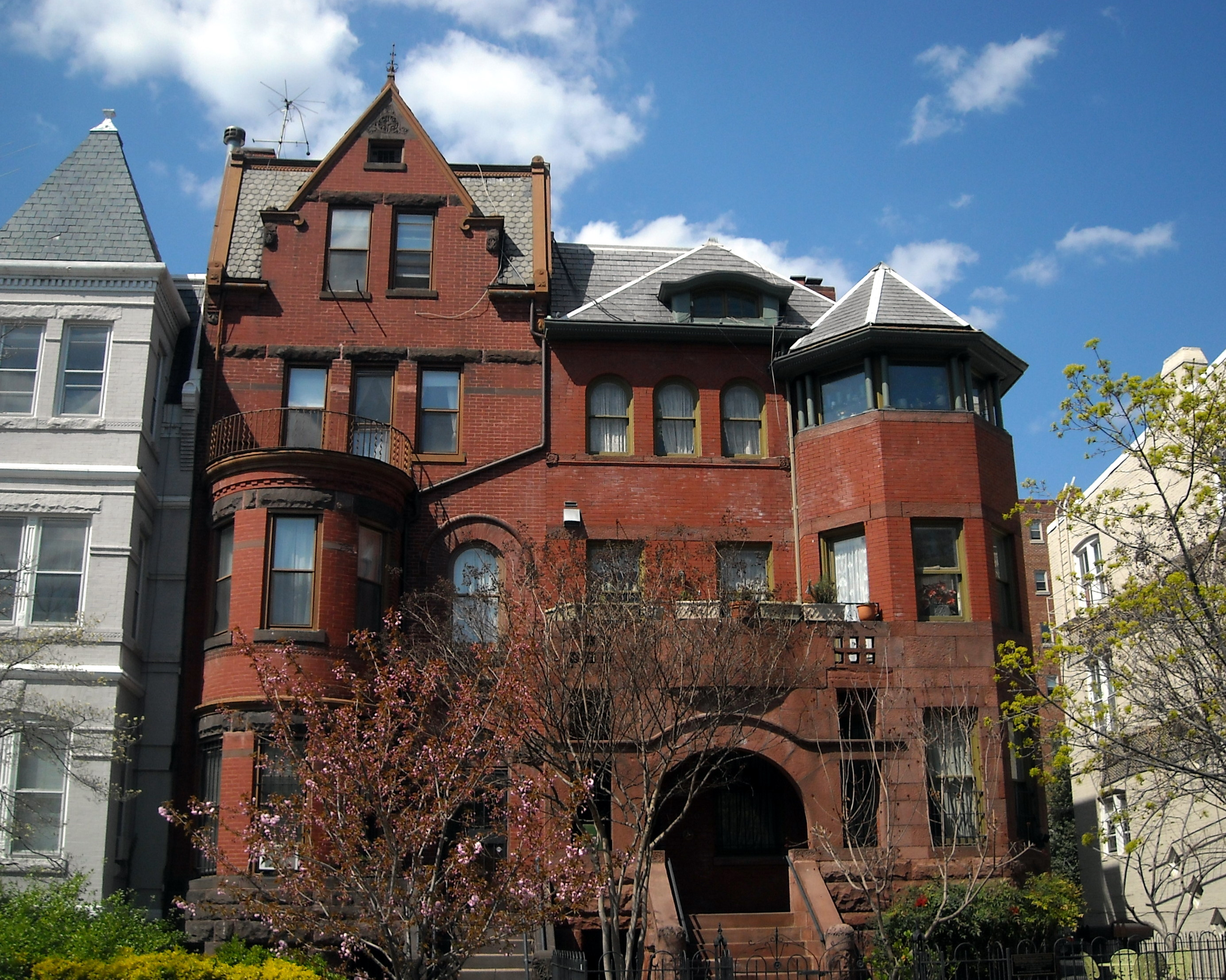
Antiga residência de Robertson na Dupont Circle, bairro de Washington, D.C.

Robertson foi eleita pelo 2° Distrito de Oklahoma como uma republicana atuando durante o Congresso 67, derrotou o histórico representante William Hastings, fazendo dela a primeira mulher a vencer um representante concorrendo a reeleição em uma eleição geral. Ela serviu entre 4 de março de 1921 a 3 de março de 1923, sendo que fracassou ao concorrer a reeleição em 1922, sendo derrotada por Hastings. 
Robertson se tornou a segunda mulher a ocupar um assento no Congresso, após Jeannette Rankin de Montana, que serviu de 1917 a 1919 e entre 1941 a 1943. Durante seu mandato Robertson também se tornou a primeira mulher a presidir a Câmara dos Representantes, em 20 de junho de 1921. 
Robertson também foi a primeira mulher eleita para o Congresso depois da 19º Emenda à Constituição aprovada em 26 de agosto de 1920, garantindo às mulheres o direito de voto.

### Final de vida
Robertson morreu em Muskogee, e foi enterrada no Cemitério de Greenhill. Ela doou sua biblioteca pessoal e documentos familiares para a Universidade de Tulsa, onde se tornaram parte da coleção da Biblioteca McFarlin. Robertson Hall, um dormitório na Universidade de Ciências e Artes de Oklahoma em Chickasha, é uma homenagem feita a ela.